# Ricki Lake
Ricki Pamela Lake (født 21. september 1968) er en amerikansk skuespiller og talkshowvært, nok bedst kendt for hendes Ricki Lake talkshow, hendes gæsterolle i 1998-sitcom'en The King of Queens, og rollen i den originale Hairspray-film.

## Filmografi

### Film
| År   | Film                               | Rolle                                                                            | Noter                           |
| ---- | ---------------------------------- | -------------------------------------------------------------------------------- | ------------------------------- |
| 1988 | Hairspray                          | Tracy Turnblad                                                                   |                                 |
| 1988 | The In Crowd                       | Dancer                                                                           | Uncredited                      |
| 1988 | Working Girl                       | Bridesmaid                                                                       |                                 |
| 1989 | Cookie                             | Pia                                                                              |                                 |
| 1989 | Last Exit to Brooklyn              | Donna                                                                            |                                 |
| 1989 | Baby Cakes                         | Grace Hart                                                                       |                                 |
| 1990 | Cry Baby                           | Pepper Walker                                                                    |                                 |
| 1992 | Where the Day Takes You            | Brenda                                                                           |                                 |
| 1992 | Buffy the Vampire Slayer           | Charlotte                                                                        | Ukrediteret                     |
| 1992 | Inside Monkey Zetterland           | Bella the Stalker                                                                |                                 |
| 1993 | Skinner                            | Kerry Tate                                                                       |                                 |
| 1994 | Cabin Boy                          | Figurehead                                                                       |                                 |
| 1994 | Serial Mom                         | Misty Sutphin                                                                    |                                 |
| 1996 | Mrs. Winterbourne                  | Connie Doyle/Patricia Winterbourne                                               |                                 |
| 2000 | Cecil B. Demented                  | Libby                                                                            |                                 |
| 2004 | A Dirty Shame                      | Herself                                                                          | Cameo                           |
| 2005 | The Naked Brothers Band: The Movie | Herself                                                                          | Cameo                           |
| 2007 | Park                               | Peggy                                                                            |                                 |
| 2007 | Hairspray                          | Talent agent                                                                     |                                 |
| 2008 | The Business of Being Born         | Herself (the actual water birth of her second son, Owen Tyler Sussman, is shown) | Executive producer and narrator |
| 2017 | Gemini                             | Vanessa                                                                          |                                 |